# Menthonnex-sous-Clermont
Menthonnex-sous-Clermont é uma comuna francesa na região administrativa de Auvérnia-Ródano-Alpes, no departamento da Alta Saboia. Estende-se por uma área de 10.14 km². Em 2010 a comuna tinha 737 habitantes (densidade: 72,7 hab./km²).